# Asmate reducta
Asmate reducta là một loài bướm đêm trong họ Geometridae.